# Hexatoma lunigera
Hexatoma lunigera är en tvåvingeart som först beskrevs av Walker 1856.  Hexatoma lunigera ingår i släktet Hexatoma och familjen småharkrankar. Inga underarter finns listade i Catalogue of Life.